# Бромид-трииодид кремния
Бромид-трииодид кремния — неорганическое соединение,
бром- и иодпроизводное моносилана с формулой SiI3Br,
бесцветное вещество,
реагирует с водой.

## Получение
- Длительной нагревание трибромсилана и иода до 200-250°С. Образующуюся смесь HI, SiBr4, SiIBr3, SiI2Br2, SiI3Br разделяют фракционной перегонкой.

## Физические свойства
Бромид-трииодид кремния образует бесцветное вещество,
легко гидролизуется водой.